# فرهنگ برادوستی

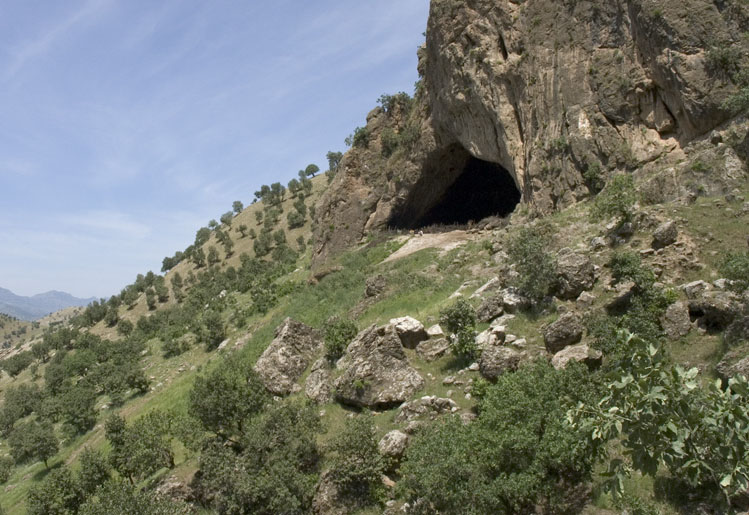
دهانه غار شانه‌در در کوه‌های بَرادوست در شمال غربی زاگرس در کردستان عراق که نخستین آثار این فرهنگ در آن یافت شد.

فرهنگ برادوستی یا اوریگنیشن زاگرسی قدیمی‌ترین فرهنگ دورهٔ پارینه‌سنگی پسین در ناحیه زاگرس است، که بین ۱۹۰۰۰ تا ۳۸۰۰۰ سال پیش در این سرزمین رواج داشته‌است. حوزهٔ آن عمدتاً در زاگرس مرکزی در اطراف  ایلام، کرمانشاه، لرستان، کردستان عراق و نیز در زاگرس جنوبی در کهگیلویه و بویر احمد، خوزستان و فارس و در حاشیهٔ دریاچه طشک و دریاچه مهارلو و مرودشت گسترش داشته‌است. همچنین در دههٔ اخیر آثاری از این فرهنگ در البرز مرکزی کشف شده‌است. ابزارهای سنگی در این فرهنگ نسبت به فرهنگ موستری، که در دورهٔ پارینه‌سنگی میانی در این ناحیه رایج بوده‌است، تنوع بیشتری دارد و تخصصی‌تر شده‌است. این فرهنگ به دو دورهٔ قدیم و جدید تقسیم می‌شود و نهایتاً، متعاقب آخرین بیشینه یخچالی به فرهنگ زرزی تحول می‌یابد.
مطالعهٔ فرهنگ برادوستی از حیث چگونگی‌گذار از دورهٔ پارینه‌سنگی میانی به پسین در آسیای جنوب غربی، گسترش مدرنیته رفتاری در اوراسیا و انقراض نئاندرتال‌ها، نحوهٔ ارتباط با فرهنگ اوریگنیشن در شام و اروپا و ظهور ابزارهای تراشهٔ سنگی نوین اهمیت دارد. هرچند مطالعات در این خصوص هنوز به نتیجهٔ قطعی و دقیقی نرسیده‌است.

## پارینه‌سنگی پسین

گستره فرهنگ اوریگنیشن در دوره پارینه‌سنگی پسین

در دیرین‌مردم‌شناسی و باستان‌شناسی، پارینه‌سنگی پسین دوره‌ای است که تقریباً از ۴۰۰۰۰ سال پیش آغاز می‌شود و طی آن ابزارهای سنگی و چوبی تخصصی‌تر و پیچیده‌تری ساخته و فرهنگ‌های گوناگونی ایجاد می‌گردد. این دوره تا پایان آخرین عصر یخبندان در حدود ۱۰۰۰۰ سال پیش ادامه می‌یابد. تحول فرهنگی این دوره را به گسترش انسان خردمند در اوراسیا نسبت می‌دهند. این تحول انسان شناختی بین ۵۰۰۰۰ تا ۴۰۰۰۰ سال پیش رخ داد. پراکندگی وسیع انسان خردمند، مستقیم یا غیرمستقیم، بر افول فرهنگ دیرپای نئاندرتال‌ها مؤثر بوده‌است. وضعیت انسان خردمند در منطقه زاگرس در ایران در توضیح این‌گذار از پارینه‌سنگی میانی به پسین در آسیای جنوب غربی اهمیت مطالعاتی زیادی دارد.
در آفریقا، توسعه ابزارهای تیغه‌ای چند هزاره زودتر رخ داده بود و مرز پارینه‌سنگی میانی و پسین واضح نیست. پارینه‌سنگی پسین، به‌طور خاص، محدود به اروپا و تا حدی غرب آسیا و شمال شرق آفریقا می‌شود. طی این تحول ساخت تیغه‌ها (blade) و اسکنه‌ها (burin) سنگی و استخوانی جایگزین تراشه‌های سنگی موستری شد. همچنین زمان‌بندی در بهره‌برداری از منابع و احتمالاً فرایند ذخیره‌سازی گوشت پدیدار شد. همچنین، اشیا و نگاره‌های تزیینی ایجاد شد و مواد خام همچون سنگ و عاج در مسافت‌های طولانی تجارت می‌شد، که نشان دهنده پیدایش جوامعی با سازماندهی پیچیده‌تر بود. ساخت مجسمه، نقاشی، حجاری و دیگر شیوه‌های ابداع نمادها آغاز شد. از ۲۰ هزار سال پیش، در خاتمه این دوره ساخت ابزارهای ریزتراشه‌ای (microlithic) توسعه یافت و تمرکز بر منابع در ابعاد کوچک شکل گرفت.
طی دورهٔ پارینه‌سنگی پسین از ۴۰۰۰۰ تا ۲۹۰۰۰ سال پیش، فرهنگ اوریگنیشن در اروپای مرکزی و شام رواج داشت. البته آثار آن در اروپای شرقی و اروپای جنوبی شامل روسیه، یونان، شبه جزیره ایتالیا و غرب ایبری کمیاب و نادر است. این فرهنگ قدیمی‌ترین فرهنگی است که در اروپا به‌طور قطع با انسان خردمند امروزین ارتباط دارد. این فرهنگ دارای آثار هنری، خاکسپاری، روابط پیچیده اجتماعی و تجارت بوده‌است. همچنین ابزارهای تیغه‌ای پیچیده‌ای می‌ساخته‌است و موفق شده در دوره‌ای که هوا به شدت سرد و خشک بوده، با محیط سازگاری یابد.

## مطالعات باستان‌شناسی مرتبط با این فرهنگ
طی صد و پنجاه سال کاوش‌های باستان‌شناسی در ایران، دوران پیش از تاریخ ایران به‌طور یکسان مورد کاوش قرار نگرفته‌است. در حالی که در مناطق غربی و جنوبی کاوش‌های وسیعی انجام شده‌است، مناطق شمالی و شرقی هنوز نسبتاً کشف نشده و دوران پارینه‌سنگی نادیده گرفته شده‌است. در مقابل، دوره نوسنگی به منظور مطالعه شکل‌گیری یک‌جانشینی، به‌طور قابل ملاحظه‌ای مطالعه شده‌است.
مطالعات باستان‌شناسی در زاگرس با هدف شناسایی منشأ فرهنگ اوریگنیشن آغاز شد. نخستین بار سلککی (Solecki) در غار شانه‌در در کردستان عراق در سال ۱۹۵۳ موفق شد آثار یک فرهنگ مربوط به پارینه‌سنگی پسین را بیابد و آن را با توجه به این که در کوه برادوست یافت شده بود، فرهنگ برادوستی نامید.
آثار کاوش شده در غار شانه‌در بین ۲۸۷۰۰ تا ۳۴۵۴۰ سال قدمت داشت. مطالعات بعدی در غار یافته در سال‌های ۱۹۶۵، ۲۰۰۵ و ۲۰۰۸ انجام شد و آثار پیدا شده بین ۲۱۰۰۰ تا ۴۰۰۰۰ سال قدمت داشت. مطالعات غار اشکفت گاوی در سال ۱۹۷۸ انجام شد و آثار یافت شده ۱۸۰۰۰ تا ۲۸۰۰۰ سال قدمت داشت. آثار غار بوف که در سال ۲۰۰۷ کاوش شد نیز بین ۳۱۰۰۰ تا ۳۷۰۰۰ سال قدمت داشت. آثار غار کلدار در سال‌های ۲۰۱۴ و ۲۰۱۵ کاوش شد و بین ۳۳۵۰۰ تا ۵۰۰۰۰ سال قدمت داشت. آثار گرم رود (البرز مرکزی) که سال ۲۰۰۵ و ۲۰۰۶ کاوش شد، بین ۲۴۰۰۰ تا ۲۹۵۰۰ سال قدمت داشت.
در غیاب آثار زیست شناختی و فسیل‌های انسانی، مطالعات در ناحیهٔ زاگرس عمدتاً بر روی آثار باستان شناختی و فرهنگ مادی ساکنان این ناحیه متمرکز شده‌است. یعنی‌گذار از پارینه سنگی میانی به پسین مبتنی بر تحول تراشه‌های سنگی است، و نه آثار فسیلی. همچنین، گسترهٔ مطالعات این دوره در ایران عمدتاً محدود به غارها و جان‌پناه‌های واقع در دره‌های میان رشته کوه زاگرس در حوالی کرمانشاه، خرم‌آباد و چند ناحیه در استان فارس است.

## سکونتگاه‌ها

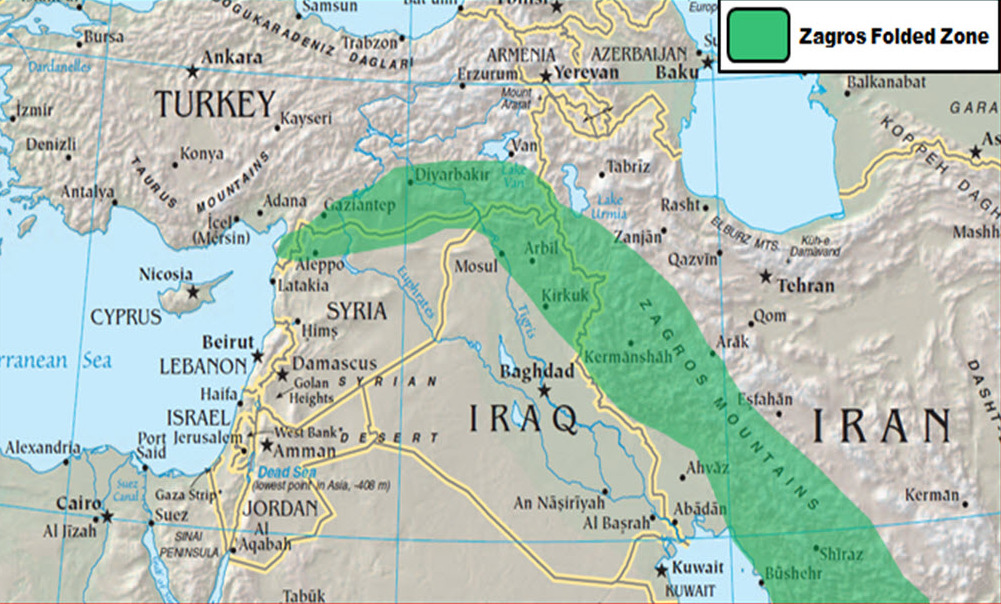
جغرافیای رشته کوه زاگرس

تا کنون چندین اجتماع از فرهنگ برادوستی در کوه پایه‌های زاگرس یافت شده‌است، که همهٔ موارد آن در ایران قرار دارد و فقط غار شانه‌در (عراق) در کردستان عراق واقع است. اغلب اقامتگاه‌های مربوط به این فرهنگ در زاگرس مرکزی قرار دارد. شمالی‌ترین اقامتگاه در ایران غار خر در بیستون می‌باشد. دیگر اقامتگاه‌ها جان‌پناه وارواسی، غار ارجنه، غار یافته، غار برده سپید و غار پاسنگرد می‌باشند. فراتر از زاگرس، سکونتگاه‌هایی در حاشیه دریاچه طشک، دریاچه مهارلو و ۲۴ سکونتگاه در مرودشت یافت شده‌است. این نشان می‌دهد که در این دوره انسان سازگاری بیشتری با شرایط محیطی یافته‌است. همچنین این احتمال مطرح است که شش اقامتگاه در ایذه به این فرهنگ تعلق داشته باشد. آثار یافت شده در گرم رود، در البرز مرکزی، نشان دهندهٔ شباهت‌هایی با فرهنگ برادوستی است.
سکونتگاه‌های واقع در ارتفاعات کوهستانی برفگیر در زاگرس در فاصله میان ۲۸۰۰۰ تا ۱۴۰۰۰ سال پیش مقارن با آخرین بیشینه یخچالی متروک شده‌است.

## منشأ
| تقسیم‌بندی سه‌گانه اعصار |                         |           |          |
| عصر تاریخی             |                         |           |          |
| دوره لا تن             | دوره لا تن              |           | نیاتاریخ |
| دوره هالشتات           |                         |           | نیاتاریخ |
| عصر آهن                |                         |           | نیاتاریخ |
| پسین                   |                         |           | نیاتاریخ |
| میانه                  |                         |           | نیاتاریخ |
| پیشین                  |                         |           | نیاتاریخ |
| عصر برنز               |                         |           | نیاتاریخ |
| دوران نوسنگی           | عصر مس                  |           | نیاتاریخ |
| دوران نوسنگی           | نوسنگی با سفال          | پیشاتاریخ |          |
| دوران نوسنگی           | نوسنگی پیش از سفال ب    | پیشاتاریخ |          |
| دوران نوسنگی           | نوسنگی پیش از سفال آ    | پیشاتاریخ |          |
| میان‌سنگی               | میان‌سنگی، فراپارینه‌سنگی | پیشاتاریخ |          |
| پارینه‌سنگی             | پسین                    | پیشاتاریخ |          |
| پارینه‌سنگی             | میانه                   | پیشاتاریخ |          |
| پارینه‌سنگی             | پیشین                   | پیشاتاریخ |          |
| عصر سنگ                |                         | پیشاتاریخ |          |

از آنجا که در غار بیستون و غار شانه‌در، آثار فرهنگ موستری مربوط به دورهٔ پارینه‌سنگی میانی (پیش از ۵۰۰۰۰ سال پیش) همراه با بقایای استخوان نئاندرتال‌ها یافت شد، دو فرضیه مطرح شده‌است؛ یکی این که فرهنگ برادوستی از فرهنگ موستری تکامل یافته‌است و دیگر این که این فرهنگ توسط انسان خردمند بناگاه در این منطقه آورده شده‌است. برخی دانشمندان بر اساس تدوام تراشه‌های سنگی یافت شده در غار ورواسی، ایدهٔ تداوم فرهنگی از دورهٔ پارینه‌سنگی میانی تا فراپارینه‌سنگی (۱۰هزار سال پیش) را طرح کرده‌اند. در مقابل برخی دیگر از باستان شناسان این فرضیه را طرح کرده‌اند که فرهنگ برادوستی به فرهنگ اوریگنیشن، که در اروپا و شام رایج بوده، تعلق داشته‌است. اما این فرضیه هنوز به‌طور فراگیر پذیرفته نشده‌است. سلککی، نخستین بار این فرضیه را طرح کرد، که این فرهنگ حاصل مهاجرت افرادی از فرهنگ اوریگنیشن از طریق قفقاز به زاگرس بوده‌است.
طبق آخرین بررسی‌های منتشر شده، محدودیت‌های مطالعاتی مانع از پاسخ دقیق و قطعی دربارهٔ رابطه فرهنگ پارینه‌سنگی میانی و پسین در ایران است. نخست، اطلاعات عمدتاً مبتنی بر یک سکونتگاه، یعنی ورواسی می‌باشد. دوم، فقدان اطلاعات چینه‌شناسی و زمان‌بندی (کورونولوژیک) با دقت بالاست. سوم، اطلاعات اندکی دربارهٔ فرهنگ موستری دورهٔ پارینه‌سنگی میانی متأخر در زاگرس در قیاس با مناطق دیگر نظیر شام وجود دارد؛ بنابراین، با اطلاعات کنونی نمی‌توان در خصوص منشأ و فرایند پیدایش فرهنگ برادوستی اولیه در زاگرس اظهار نظر کرد.

## دوره‌بندی
بر اساس آثار سکونتگاه‌های وارواسی و شانه‌در، فرهنگ برادوستی به دو دوره قدیم و جدید تقسیم شده‌است، که دورهٔ قدیم از ۳۸۰۰۰ تا ۳۰۰۰۰ پیش و دورهٔ جدید از ۳۰۰۰۰ تا ۲۰۰۰۰ سال پیش قدمت دارد. در برخی اقامتگاه‌ها آثار فرهنگ برادوستی همراه با آثار فرهنگ زرزی یافت شده‌است، که شاید گواه جدا شدن فرهنگ زرزی از فرهنگ برادوستی باشد. شاید بروز کمبود منابع غذایی حیوانی در ارتفاعات زاگرس در آخرین بیشینه یخچالی (حدود ۲۵۶۰۰ تا ۱۹۰۰۰ سال پیش) که طی آن دما حدود ۷ درجه از دمای امروزی کمتر بوده‌است، منجر به تحول فرهنگ برادوستی به فرهنگ زرزی شده باشد. مطالعات چینه‌شناسی نشان دهندهٔ هیچ گسستی، بین فرهنگ برادوستی و زرزی در سه سکونتگاه مطالعه شده، نیست.

## سبک زندگی
در این دوره، سکونتگاه‌های ناحیهٔ زاگرس در فضای باز واقع شده‌است و ابعاد مختلف آن‌ها نشان دهندهٔ یک نظام سلسله‌مراتبی است، به‌طوری‌که گویا سکونتگاه‌های بزرگ‌تر گنجایش پنجاه نفر را دارد. سکونتگاه‌هایی نیز برای دسته‌های کوچک شکارچیان تعبیه شده که دو تا پنج نفر گنجایش دارد و مناسب اقامت کوتاه مدت است. در قیاس با فرهنگ موستری دورهٔ میانی، فرهنگ برادوستی توان ساخت انواع بیشتری از ابزارها را داشته و تکنیک‌های پیشرفته‌تری را برای ابزارسازی به کار گرفته‌است. ساخت ابزارهای تیغه‌ای نشانهٔ بهره‌گیری بیشتر از گیاهان است. اما آنچه یافت شده، ابزارهای دست‌ساز این مردم است و آثاری که نشان‌دهندهٔ فرهنگ معنوی آن‌ها باشد، یافت نشده‌است.
در خصوص پیدایش صنعت ابزارهای تیغه‌دار و ریزتیغه (bladelet) در دورهٔ برادوستی اولیه، با قطعیت بیشتری می‌توان نظر داد. بر پایهٔ مطالعات بر روی غار یافته، شواهد قابل ملاحظه‌ای راجع به کاربست زیورآلات، رنگ اخرا، ابزارهای استخوانی و دیگر مواد معدنی وجود دارد. ابزارهای سنگی ساخته شده از جنس چخماق است و روی دو لبهٔ آن‌ها آثار ترمیمی ضخیم و مایل برای شکل‌دهی مشاهده می‌شود. همچنین، گاه از استخوان برای ساخت ابزار استفاده شده‌است، اما این ابزارها نسبت به فرهنگ‌های معاصرش تنوع کمتری دارد.
تیغه‌های شکل داده شده جای تراشه‌های سنگی موستری را گرفته و به تدریج کوچک‌تر شده‌است. تحول مهم‌تر، تغییر کاربری آن‌ها بوده، که در این دوره برای ساخت تراشنده، رنده و همچنین برای استفاده در نوک پیکان و نیزه استفاده شده‌است. هرچند نوع شکارها نسبت به دورهٔ قبل تغییر نکرده، اما سلاح‌ها متنوع‌تر شده‌است. همچنین از استخوان برای ساخت درفش و از ابزارهای سنگی برای آسیا کردن دانه‌های گیاهان و خرد کردن قطعات گل اخرا برای تهیه رنگ اخرا استفاده شده‌است. هرچند وجود رنگدانه‌های اخرا گواه بر رنگ آمیزی بدن یا ابزارهاست، اما برخلاف اروپا، غارنگاره‌ای یافت نشده‌است.
برای نمونه در غار وارواسی ابزارهای سنگی و قطعات استخوانی یافت شده‌است، که احتمالاً به اواخر دوره این فرهنگ متعلق است. این ابزارها شامل انواع اسکنه‌های چندوجهی، رنده‌ها و تیغه‌های دندانه‌دار است، که ۳۰٪ ریز ابزار، ۳۸٪ ریزتیغه‌های نوع دوفور و ۱۴٫۵٪ ریزتیغه‌هایی با مرمت‌های مقطعی بر روی لبه‌ها می‌باشد. حدود ۶۰ درصد از کل ابزارها ریزتیغه است. در منطقهٔ مرکزی زاگرس خراشنده‌های ساده به تعداد کم کشف شده و تعداد کمی از آن‌ها نیز قایقی شکل هستند.
اواخر دورهٔ برادوستی مصادف با آخرین بیشینه یخچالی است و کوه‌ها در تمام سال پوشیده از برف بوده‌است و انسان‌ها در طول سال باید کوچ می‌کرده‌اند و غذای کمتری در ارتفاعات می‌یافتند.